# Engels MI
Engels MI là một loại tiêm kích/thủy phi cơ của Nga, được phát triển vào năm 1916.

## Quốc gia sử dụng
Russian Empire
 Liên Xô

## Tính năng kỹ chiến thuật
Đặc điểm tổng quát
- Kíp lái: 1
- Chiều dài: 7,50m (24 ft 7¼ in)
- Sải cánh: 9 m (29 ft 6⅓ in)
- Chiều cao:  ()
- Diện tích cánh: 14,20m² (152,85 ft²)
- Trọng lượng rỗng: 385 kg (849 lb)
- Trọng lượng có tải: 555 kg (1.224 lb)
- Động cơ: 1 × Gnome-Monosoupape, 75 kW (100 hp)

 Hiệu suất bay 
Trang bị vũ khí

- Súng: 1 x súng máy Maxim 7,62mm